# Dia Internacional dos Voos Espaciais Tripulados
O Dia Internacional dos Voos Espaciais Tripulados é um dia comemorado anualmente em 12 de abril desde 2011, estabelecido pela Assembleia Geral das Nações Unidas em 7 de abril do mesmo ano.

## Proclamação
A Assembleia Geral das Nações Unidas, em sua 65.ª sessão, em 7 de abril de 2011, proclamou o Dia Internacional dos Voos Espaciais Tripulados. O objetivo desse dia é celebrar o início da era espacial para a humanidade, comemorando o primeiro voo espacial tripulado, destacando a contribuição da ciência e da tecnologia espacial para as metas de desenvolvimento sustentável e para o bem-estar dos Estados e dos povos, bem como para garantir que o espaço sideral seja mantido para fins pacíficos.

## Celebração
Realizada anualmente em 12 de abril para comemorar o voo de Iuri Gagarin em 1961, um evento que não só demonstrou a viabilidade da viagem humana além da atmosfera da Terra, mas também deu início a uma nova era de exploração espacial. A primeira comemoração ocorreu em 2011, coincidindo com o 50.º aniversário desse voo. Esses eventos incluíram a emissão de selos comemorativos pela Administração Postal das Nações Unidas e exposições que destacam as conquistas da exploração espacial, como a organizada pela Missão Permanente da Federação Russa junto às Nações Unidas em Viena, que exibe fotografias e recordações da façanha de Gagarin e sua turnê de boa vontade pelo mundo.

## As Nações Unidas e o espaço sideral
Desde o início da era espacial, as Nações Unidas desempenham um papel fundamental na promoção do uso pacífico do espaço sideral. Em 1967, o Tratado sobre os Princípios que Regem as Atividades dos Estados no Espaço Exterior estabeleceu uma estrutura legal para essas atividades. O Escritório das Nações Unidas para Assuntos do Espaço Exterior (UNOOSA) e o Comitê das Nações Unidas para o Uso Pacífico do Espaço Exterior (COPUOS) estão liderando a cooperação internacional e a implementação da legislação espacial, garantindo que o espaço continue sendo um domínio para a paz e o desenvolvimento humano.

## Anos de fundação e Agências Espaciais Governamentais
- 1955: Corporação Estatal Roscosmos para Atividades Espaciais (ROSCOSMOS), originalmente denominada Agência Russa de Aviação e Espaço, assumindo seu nome atual em 1992.
- 1958: Administração Nacional de Aeronáutica e Espaço (NASA)
- 1969: Organização Indiana de Pesquisa Espacial (ISRO)
- 1975: Agência Espacial Europeia (ESA)
- 1989: Agência Espacial Canadense (CSA)
- 1993: Administração Espacial Nacional da China (CNSA)
- 2003: Agência Japonesa de Exploração Aeroespacial (JAXA)
- 2010: Agência Espacial do Reino Unido (UKSA)
- 2014: Agência Espacial dos Emirados Árabes Unidos (UAESA)
- 2018: Agência Espacial Australiana (ASA)